# Robin Trower
Robin Trower, född 9 mars 1945 i London, är en brittisk rockgitarrist. Han är mest känd för sitt medlemskap i den progressiva rockgruppen Procol Harum 1967–1971, samt under 1990-talet.
Trower och Gary Brooker var under mitten av 1960-talet medlemmar i gruppen The Paramounts som fick en mindre framgång i Storbritannien med en cover på The Coasters låt "Poison Ivy". Gruppen upplöstes och Brooker bildade Procol Harum, där även Trower snart blev medlem. Han lämnade gruppen efter albumet Broken Barricades och bildade sin egen grupp The Robin Trower Band som under 1970-talen och 1980-talen släppt ett antal album. Till de framgångsrikaste hör Bridge of Sighs (1974), For Earth Below (1975) och Robin Trower Live! (1976). 1991 var han med i en kortvarig återförening av Procol Harum på albumet The Prodigal Stranger.